# La Venta del Pubill
La Venta del Pubill és un conjunt de Cornudella de Montsant (Priorat) inclòs a l'Inventari del Patrimoni Arquitectònic de Catalunya.

## Descripció
És un conjunt d'edificis adossats i algun de molt proper que constitueixen un rectangle, la façana principal del qual és orientada al sud-est. La façana de l'edifici principal té planta baixa, un pis i golfes, amb un bon nombre de finestres asimètricament distribuïdes per la façana, així com portes diverses. A la planta baixa hi ha un restaurant senzill, amb una llar de foc. La venta, instal·lada a 643 m d'altitud, domina la confluència de la carretera de Cornudella a Reus pel coll d'Alforja amb la que s'endinsa al Priorat històric i vinícola.

## Història
Les primeres notícies sobre la Venta d'en Pubill es refereixen a una masia, el Mas del Pubill, que donava nom a les terres que el rodejaven. A seva immillorable situació, al peu de la pujada al coll d'Alforja, i porta del camí a Poboleda i Scala Dei, feu que aviat es dediqués a oferir estatge a traginers en trànsit. Sembla que ja era ben coneguda en aquesta activitat a principi del segle xix i, des de llavors, ha continuat fins avui. A principis de segle xx hi feien parada ja els primers cotxes de línia automòbils que substituïen les tartanes i diligències. Es va convertir en «venta» quan es van construir les carreteres de Reus a la Granadella i a Poboleda. L'acta municipal de 25-III-1867 parla d'una sol·licitud de construcció d'una casa situada en la partida del Mas de Pubill, i a la part de la cruïlla amb la carretera de Poboleda. La carretera havia arribat a Cornudella el 1864. El mas havia fet d'hostal des d'un temps abans.